# Dinera longirostris
Dinera longirostris är en tvåvingeart som beskrevs av Villeneuve 1936. Dinera longirostris ingår i släktet Dinera och familjen parasitflugor. Inga underarter finns listade i Catalogue of Life.